# Silvio Zavala
Silvio Arturo Zavala Vallado (Mérida, Yucatán; 7 de fevereiro de 1909 - Cidade de México, 4 de dezembro de 2014) foi um historiador, diplomata e erudito mexicano. Seus pais foram Arturo Zavala Castillo e Mercedes Vallado García. Realizou seus estudos básico e elementar em escolas de sua terra natal: Consolo Zavala e Escola Modelo. Se graduou no Instituto Literário de Yucatán e depois, na então Universidade do Sudeste, hoje Universidade Autónoma de Yucatán e finalmente na Faculdade de Filosofia e Letras da Universidade Nacional Autónoma de México.

## Academia
No estrangeiro, estudou em Nova Orleans e Madri, obtendo na antiga Universidade Central, hoje Universidade Complutense, o doutorado em Direito. Colaborou no Centro de Estudos Históricos de Madri entre 1933 e 1936. Quando voltou ao México, colaborou na Revista de História de América (1938-1965), foi diretor da Biblioteca Histórica Mexicana de Obras Inéditas e diretor e professor no Centro de Estudos Históricos do México.
Zavala foi membro de importantes instituições como a Academia Mexicana da Língua, da Academia Mexicana de História e do Colégio Nacional.

## Reconhecimentos
- Prêmio Princesa das Astúrias em 1993, de Ciências Sociais.
- Em 1969 recebeu em México o Prêmio Nacional de Letras.
- Medalha Eligio Ancona da Universidade Autónoma de Yucatán
- Doutor Honoris Causa da Universidade Autónoma de Yucatán
- Doutor Honoris Causa da Universidade de Sonora
- Doutor Honoris Causa da Universidade de Toulouse, França.
- Confrérie dês chevaliers du Tastevin, França
- Presea Basco de Quiroga em 1986.
- Prêmio Rafael Heliodoro Vale em 1988.
- Medalha de prata “Aristóteles”, outorgada pela UNESCO em 1989.
- A Grande Cruz da Ordem Civil de Afonso X o Sábio.
- Prêmio Carlos de Sigüenza e Góngora, da Academia Mexicana de Arquivos Históricos.